# 鈴木崇英
鈴木 崇英（すずき たかひで、1942年 - ）は、日本の都市計画家。株式会社UG都市建築、日本ERI株式会社創業者。東京生まれ。

## 略歴
- 1966年、東京大学工学部都市工学科卒業
- 1968年、東京大学大学院数物系修士課程修了
- 1969年、院生時代の仲間とともに都市計画コンサルタントの株式会社UG都市設計を設立。代表取締役就任
- 1991年、同社代表取締役社長に就任
- 1998年、関連会社である建築設計事務所と合併し、株式会社UG都市建築と改称
- 1999年、日本ERI株式会社を設立、同社代表取締役社長に就任
- 2002年、UG都市設計の社長退任後、最高プロジェクト顧問
- 2011年、日本ERI株式会社会長に就任
- 2012年、日本ERIの社史『理念先行』（幻冬舎）を発行。耐震偽装事件について言及。書店での一般販売はしていない。
- 現在は両社ともに全役職から退いている。

## 著書
- 鈴木崇英『美と自由の都市デザイン』朝日新聞出版、2018年　ISBN 978-4021002670

## 人物
日本の都市デザインの草分けとして幕張新都心(千葉)、六甲アイランド(神戸)、シーサイドももち(福岡)などの大規模埋め立て地における新市街地計画やウォーターフロントの都市開発の先駆けとなる佃島のリバーシティ21などを構想立案。とくに幕張新都心は、集合住宅によって市街地を形成する日本初の都市デザインとして高く評価されている。またアクトシティ浜松ガレリアモールといったアトリウム、さらにリサーチパーク、コンベンションなどの数々の新しい施設·空間を提案し、日本の都市デザインの発展に貢献してきた。
平成7年(1995)の阪神・淡路大震災をきっかけに、日本の都市づくりには美しさ楽しさの提供だけではなく、安全で強固な都市づくりも大切だと悟り、平成11年(1999)に建築確認検査、住宅性能評価を行う第三者機関「日本ERI株式会社」を設立。民間の建築確認検査機関の第一号として日本の防災都市づくりを支えてきた。
平成27年(2015) 8月に日本ERI名誉会長職に退き、平成28年(2016)に3度目となる新事業で"アートする人と共に、アートで街を満たし、アートを皆で楽しむ"をコンセプトに「一般社団法人COPER研究所」設立。既成概念にとらわれない発想でつくりの接点を構想。平成29年(2017)秋、国土交通大臣表彰、および日本建築行政会議表彰を受賞。
| スタブアイコン | サブスタブ | この項目は、まだ閲覧者の調べものの参照としては役立たない、人物に関連した書きかけの項目です。この項目を加筆・訂正などしてくださる協力者を求めています（P:人物伝/PJ:人物伝）。 |